# 주몽골 대한민국 대사관
주몽골 대한민국 대사관(몽골어: БНСУ-аас Монгол Улсад суугаа ЭСЯ)은 대한민국 정부가 몽골 울란바토르에 설치된 대사관이다. 1990년 6월 19일 정식으로 개설하였고, 현직 대사는 최진원이다.

## 관할 구역
관할 구역은 몽골 전 지역을 관할하고 있다.

## 업무 시간
- 매주 월~금요일 : 오전 9시 ~ 오후 5시 30분
- 점심시간 : 낮 12시 ~ 1시 30분
- 영사과 민원실 운영시간 : 오전 9시 ~ 11시 30분, 오후 2시 ~ 5시

## 휴무일
- 매주 토요일, 일요일
- 몽골의 공휴일(영어판, 러시아어판)
- 대한민국의 공휴일 중 3·1절, 광복절, 개천절, 한글날

## 주요 업무
- 사증 업무 : Passport Express International, 한-몽 인적 교류 협회,  한-몽 law, 칭기스 여행사, 몽골 뉴스, 몽골 남신 등
- 무관부 : 주재국과 국방외교 및 협력 지원, 국가안보 관련 자료수집 및 보고
- 그 외 : 사건/사고, 기업지원, 코이카

## 주소
- P.O. Box-1039, Mahatma Gandhi street-39, Khan-Uul district-15, Ulaanbaatar-17011, Mongolia

## 같이 보기

### 일반 주제
- 대한민국-몽골 관계
- 주한 몽골 대사관
- 주부산 몽골 영사관

### 주변국에 설치된 한국 공관
- 주러시아 대한민국 대사관
  - 주블라디보스토크 대한민국 총영사관
  - 주이르쿠츠크 대한민국 총영사관
- 주카자흐스탄 대한민국 대사관
- 주중국 대한민국 대사관
  - 주선양 대한민국 총영사관
  - 주칭다오 대한민국 총영사관
  - 주상하이 대한민국 총영사관
  - 주광저우 대한민국 총영사관
  - 주우한 대한민국 총영사관
  - 주시안 대한민국 총영사관
- 주우즈베키스탄 대한민국 총영사관

### 몽골에 설치한 다른 대사관
- 주몽골 미국 대사관
- 주몽골 일본 대사관
- 주울란바토르 타이베이 무역경제대표처